# Les chevaliers de la table ronde (Operette)
Les chevaliers de la table ronde (deutsch: ‚Die Ritter der Tafelrunde‘) ist eine Opéra bouffe (Pariser Operette) in drei Akten von Hervé (Musik) mit einem Libretto von Henri Chivot und Alfred Duru. Sie wurde am 17. November 1866 im Théâtre des Bouffes-Parisiens in Paris uraufgeführt.

## Handlung

### Kurzfassung
Erster Akt. Die Zauberin Mélusine veranstaltet einen Ausverkauf ihrer Zaubermittel. Die Ritter Amadis des Gaules, Ogier-le-Danois, Renaud de Montauban und Lancelot du Lac wollen diese Gelegenheit nutzen, um ihren Freund Roland aus Mélusines Haus zu befreien, den sie mit einem Liebeszauber an sich gefesselt hat. Der Zauberer Merlin ruft ein Turnier am Hof des Herzogs von Rodomont aus. Einer der Preise ist die Hand von dessen Tochter Angélique. Roland ist sogleich von ihrem Bildnis bezaubert, wird aber von Mélusine ins Haus zurückgebracht. Die anderen Ritter tragen sich in die Teilnehmerliste ein. Merlin ist nicht nur Zauberer, sondern als Schulmeister auch für Angéliques Erziehung zuständig. Den Unterricht führt sein Gehilfe Médor aus, der die Stelle aus Liebe zu Angélique angenommen hat. Rodomont hat sie als Preis ausgelobt, um sie möglichst schnell unter die Haube zu bringen, denn er ist pleite. Weil seine Frau Totoche trotzdem äußerst teure Kleidung trägt, befürchtet er, dass sie einen Liebhaber hat. Das Geld hat sie in Wirklichkeit durch den heimlichen Verkauf seiner Krone erhalten, die sie mit Merlins Hilfe durch eine billige Nachbildung ersetzen will. Sie wollte sich damit für ihren Geliebten, Rodomonts Seneschall Sacripant, schön machen. Roland gibt den anderen zu verstehen, dass auch er kämpfen wolle, und Amadis befreit ihn rechtzeitig aus Mélusines Gefängnis.
Zweiter Akt. Während Totoche, Angélique und Sacripant die letzten Vorbereitungen für das Turnier treffen, erfährt Rodomont von einem Streik der Troubadoure. Sacripant beruhigt ihn damit, dass Médor mit einem Freund kostenlos aufspielen wolle. Totoche gerät in Panik, als Rodomont nach seiner Krone verlangt, obwohl die Nachbildung noch nicht fertig ist. Glücklicherweise liefert Merlin diese gerade noch rechtzeitig. Das ganze Theater hat soviel Zeit gekostet, dass das Turnier ohne den Herzog stattfinden musste. Roland hat Angéliques Hand gewonnen, wurde aber beim Kampf verletzt. Rodomont ertappt seine Frau dabei, wie sie Merlin aus Dankbarkeit umarmt. Er hält den Zauberer nun für ihren Liebhaber. Nach der Siegerehrung treten die Spielleute auf. Médors Begleiter ist die verkleidete Mélusine. Sie verabreicht Roland heimlich ein Schlafmittel. Bei der Suche nach Riechsalz entdeckt Rodomont in der Tasche seiner Frau ein Bündel Rechnungen, die er ihr als Beweis ihrer Untreue vorhält. Totoche glaubt, es gehe um die unterschlagene Krone, und gesteht, dass Merlin ihr geholfen habe. Mélusine und Médor entführen unterdessen den schlafenden Roland. Médor zieht dessen Rüstung an und übernimmt unbemerkt den Platz als Bräutigam bei Angéliques Hochzeit ein. Rodomont lässt Totoche und ihren vermeintlichen Liebhaber Merlin festnehmen.
Dritter Akt. Mélusine hat für Roland einen neuen prächtigen Palast bauen lassen, dessen Einweihung sie groß feiern will. Da ihr Schlaftrunk überdosiert war, schläft er noch immer, obwohl bereits zwei Wochen vergangen sind. Sacripant, Merlin und Totoche mischen sich als Gaukler verkleidet unter die Gäste. Rodomont sucht nach Roland, der seine Tochter nach der Hochzeitsnacht sitzengelassen hat. Auch seine Frau und sein Freund Sacripant sind verschwunden. An dessen Stelle ist Médor in seine Dienste getreten. Angélique und Médor finden Roland in dem Moment, in dem er aus seinem langen Schlaf erwacht. Angélique begrüßt Roland freudig als ihren geliebten Ehemann. Der kann sich natürlich weder an die Hochzeit noch an die Hochzeitsnacht erinnern. Sie trägt ihm ein Lied vor, das er (in Wirklichkeit Médor) in dieser Nacht gesungen hat. Médor stimmt darin ein, und Angélique erkennt an seiner Stimme, wer damals wirklich mit ihr im Bett lag. Als Rodomont Mélusine von der Hochzeit seiner Tochter mit Roland erzählt, entgegnet sie, dass das nicht stimmen könne, denn sie habe ihn schon vor der Zeremonie entführt. Rodomont vermutet, Sacripant habe in der Ritterrüstung gesteckt, und stellt ihn zur Rede. In die Enge getrieben gibt Sacripant sein Verhältnis mit Totoche zu. Rodomont zieht wütend sein Schwert, um ihn zu töten, doch Totoche behauptet, sie wolle dies selbst tun, da Sacripant sie belästigt habe. Rodomont gibt ihr das Schwert, das sie sogleich an Sacripant weiterreicht. Die beiden bedrohen Rodomont, bis er in die Scheidung einwilligt und Totoche eine Pension bewilligt. Roland verzichtet auf die mit Médor vermählte Angélique und gibt sich mit Mélusine zufrieden.
Die folgende Inhaltsangabe bezieht sich auf die Erstausgabe von 1866.

### Erster Akt

Presse-Karikatur von 1866

Ein öffentlicher Platz einer Stadt im Mittelalter; im Hintergrund das Tor zu Rodomonts Schloss; links das Haus des Zauberers Merlin II
Im Hintergrund ein großes Tor mit einer Mauer an jeder Seite; über der Tür stehen die Worte „Schloss des Herren Rodomont“. Auf der Mauer steht: „Verteidigungsposten, unter Geldstrafe“. Links im Vordergrund ein Haus mit Türmen und einem Schild mit den Worten „Merlin II, Zauberer, Nachfolger seines Vaters – Mädchenpensionat, Familienbildung“. Rechts vorne ein vergoldetes und bunt bemaltes Haus mit einem großen vergitterten Fenster; über der Tür ein Schild: „Mélusine, Zauberin, patentiert s. g. d. g. – Räumungsverkauf – Großer Rabatt“.
Szene 1. Das Volk eilt begeistert zum Verkaufsstand der Zauberin Mélusine, die heute alle ihre Mittel mit Rabatt anbietet (Chor: „Pour la vente que se prépare“ – Air und Couplets Mélusine: „Oui je suis l’enchanteresse“).
Szene 2. Die Ritter Amadis, Ogier, Renaud und Lancelot sorgen sich um ihren Kameraden Roland, der aus Liebe zu Mélusine den Verstand verloren hat und seit sechs Monaten in ihrem Haus festgehalten wird. Da dies die Ehre des gesamten Ritterstands und der Tafelrunde gefährdet, wollen sie Roland befreien. Die Gelegenheit ist günstig, denn sie wissen, dass Mélusine außer Haus ist. Sie klopfen an ihrer Tür und rufen nach Roland.
Szene 3. Zum Entsetzen der Ritter ist Roland bereits völlig verweichlicht und hat kein Interesse mehr an weiteren Abenteuern.
Szene 4. Eine Trompete verkündet das Eintreffen des Zauberers Merlin (Chor: „Entendez-vous, c’est la trompette“), der zu einem Turnier am Hof des Herzogs von Rodomont einlädt. Als erster Preis sind ein Paar vergoldete Leuchter ausgelobt. Der zweite Preis ist eine goldene Uhr. Als Trostpreis für den dritten Platz gibt es die Hand der Prinzessin Angélique, Rodomonts Tochter, die im Gegensatz zur Uhr nicht gegen Bares eingetauscht werden darf. Roland findet ihr Bildnis wunderschön, während Amadis und Lancelot mehr Interesse an den anderen Preisen zeigen.
Szene 5. Die Ritter einschließlich Roland wollen sich bei Merlin als Teilnehmer eintragen. Roland allerdings bekommt Ärger mit Mélusine, weil er unerlaubt das Haus verlassen hat. Um ihn zum Bleiben zu motivieren, erzählt sie ihm von einem neuen luxuriösen Schloss, das sie gerade für ihn gebaut habe. Sie führt ihn in Haus zurück.
Szene 6. Die übrigen vier Ritter betreten Merlins Haus.
Szene 7. Merlin ruft nach seinem Mitarbeiter, dem Ménestrel Médor. Dieser erklärt dem Publikum, dass er bei dem Zauberer eine Stelle als Schulmeister angetreten habe, um die Nähe von dessen Schülerin Angélique zu kommen, die er liebt.
Szene 8. Angéliques Unterricht gestaltet sich nicht ganz einfach, weil sie sehr naiv ist und sich nur schwer konzentrieren kann. Sie bittet Médor, ihr das Wort „Liebe“ zu erklären (Duett Médor/Angélique: „Amour quel mot doux et touchant“). Médor greift schließlich zu einem Beispiel, das er zugleich als Musikunterricht versteht (Couplets Médor: „Isaure était seulette“).
Szene 9. Rodomont ertappt seine Tochter im Gespräch mit dem jungen Mann und ist empört über dieses unangemessene Verhalten. Sein Seneschall Sacripant stimmt ihm zu, und beide beschweren sich bei Merlin. Rodomont hat aber noch andere Probleme: Obwohl sein Vermögen völlig aufgebraucht ist, schwelgt seine Frau Totoche im Luxus. Er fragt sich, woher das Geld kommt – womöglich wird sie von einem Liebhaber ausgehalten (Air Rodomont: „Mon œil est assez vif“). Er schwört sich, den Schuldigen zu entlarven. Als er Angélique erzählt, dass sie den Sieger des Turniers heiraten soll, kann sie es kaum erwarten, endlich die von Médor beschriebenen Freuden der Liebe kennenzulernen. Ein kurzer Wutausbruch Rodomonts führt dazu, dass Sacripant seine Stellung quittieren will und sein noch offenes Gehalt einfordert. Rodomont muss ihn mit seinem Mantel abspeisen. Seine für ihn ungewohnte Armut treibt ihn zur Verzweiflung. Sie ist auch der Grund dafür, dass er seine Tochter schnellstmöglich verheiraten will.
Szene 10. Totoche kommt mit ihrer Hofdame Fleur-de-Neige hinzu. Sie ist völlig aufgeregt, weil ihr Mann sie der Untreue verdächtigt. Um ihn vom Gegenteil zu überzeugen, braucht sie von Merlin dringend einen gewissen Gegenstand (Air Totoche: „Dans ma poitrine palpitante“). Der soll aber erst morgen bereit sein. Als Rodomont eintritt, gibt sie vor, ihre Schwiegertochter Angélique abholen zu wollen. Rodomont bezweifelt das. Er bemerkt, dass sie ihre kostspielige Kleidung niemals von seinem Geld hätte finanzieren können.
Szene 11. Das Volk jubelt dem Herzog zu. Er lädt alle zur morgigen Feier ein.
Szene 12. Die Ritter treffen unter Fanfarenklängen ein und werden vom Volk begeistert empfangen (Finale: „Ecoutez il vont venir“). Die Enttäuschung darüber, dass Roland nicht dabei ist, vergeht schnell, als dieser aus dem vergitterten Fenster von Mélusines Haus verkündet, dass auch er am Turnier teilnehmen wolle. Amadis reißt das Gitter heraus und befreit ihn aus seinem Gefängnis. Auf dem Weg zu Rodomont singen alle ein fröhliches Rondo („Toujours par voie et par chemin“).

### Zweiter Akt
Empfangshalle im Schloss des Herzogs von Rodomont
Im Hintergrund ein großes Fenster mit Balkon, das mit großen Vorhängen verschlossen wird. Über dem Fenster Rodomonts Waffen. Türen in den Wänden. Rechts ein Arbeitstisch. Links ein Podium.
Szene 1. Totoche, Angélique und Sacripant arbeiten gemeinsam an den Vorbereitungen für das Turnier (Terzett: „Travaillons, travaillons, travaillons“ – Couplets: „Je dois en essuyant un pleur“).
Szene 2. Sacripant weist Rodomont auf einen Streik der Troubadoure hin, die Geld sehen wollen. Rodomont überlegt daher, seine goldene Krone zu verpfänden – den letzten Rest seines einstigen Reichtums. Bei diesen Worten bricht Totoche vor Schreck beinahe zusammen. Sacripant versichert Rodomont, dass Merlins Assistent kostenlos aufspielen und sogar einen Kollegen mitbringen werde. Als Fleur-de-Neige den Ritter Roland ankündigt, lässt Rodomont in aller Eile die Wohnung aufräumen. Roland teilt ihm mit, dass er um Angélique kämpfen und ihr öffentlich seine Liebe erklären wolle. Angélique gibt ihm ihre Schärpe als Glücksbringer.
Szene 3. Totoche hat ein schlechtes Gewissen wegen ihres Verhältnisses mit Sacripant. Obwohl sie ihrem Mann eigentlich eine gute Ehefrau sein wollte, verachtet sie ihn inzwischen (Couplets Totoche: „Mon époux est désagréable“). Sie gesteht Sacripant, dass sie Rodomonts Krone verkauft habe, um sich für ihn, Sacripant, schön machen zu können. Merlin habe versprochen, eine Nachbildung aus Zink herzustellen, doch die sei nicht rechtzeitig fertig geworden.
Szene 4. Vor Beginn des Turniers sucht Rodomont nach seiner Krone. Sacripant versucht vergeblich, etwas Zeit zu schinden, doch letztlich bleibt Totoche nichts anderes übrig, als zu gestehen, dass sie die Krone nicht mehr hat.
Szene 5. Gerade noch rechtzeitig erscheint Merlin mit der Nachbildung, die er angeblich gereinigt hat. Fanfaren und Jubelrufe künden bereits vom Ende des Turniers. Roland hat Angéliques Hand gewonnen. In einem scheinbar unbeobachteten Moment umarmt Totoche Merlin aus Dankbarkeit. Rodomont dreht sich jedoch um und sieht das. Er nimmt an, dass Merlin sein Rivale ist, und will ihn weiter beobachten.
Szene 6. Die Siegerehrung steht an (Chor: „Honneur, honneur au grand vainqueur“). Der erste Preis geht an Lancelot, der zweite an Amadis und der dritte, Prinzessin Angélique, an den leicht verwundeten Roland.
Szene 7. Bei den Ersatz-Spielleuten handelt es sich um Médor und Mélusine (Chor: „Qu’ils sont coquets, qu’ils sont charmans“). Sie haben sich verbündet, um ihre Geliebten Angélique und Roland zurückzugewinnen. Während der Darbietung (Couplets Mélusine: „Rosalinde, la forte brune“) gelingt es Mélusine, Roland an Schlafmittel zu verabreichen, der daraufhin zusammenbricht. Rodomont sucht in der Tasche seiner Frau nach Riechsalz und findet stattdessen ein Bündel mit Rechnungen – den letzten Beweis ihrer Untreue. Er tobt vor Wut. Während alle anderen erschrocken fliehen, entführen Mélusine und Médor den bewusstlosen Roland.
Szene 8. Rodomont zeigt seiner Frau die Rechnungen und stellt sie zur Rede, um den Namen ihres Liebhabers zu erfahren. Sie glaubt, es gehe um den Austausch der Krone, und gesteht schließlich, dass Merlin ihr dabei geholfen habe.
Szene 9. Merlin muss vortreten und gesteht ebenfalls. Er habe es aber nur getan, um Totoche zufriedenzustellen und weil er wusste, dass er, Rodomont, keine Verwendung mehr für sie habe. Während letzterer über eine grausame Strafe nachdenkt, ertönen draußen die Kirchenglocken für Angéliques Hochzeit.
Szene 10. Anstelle des entführten Roland erscheint Médor in dessen Rüstung und Helm zur Zeremonie. Niemand erkennt ihn. Dass er kleiner als zuvor ist, erklärt Merlin mit den Folgen des Kampfes. Den Helm muss er angeblich wegen eines Schwurs tragen.
Szene 11. Das Volk jubelt dem Brautpaar zu (Finale: „C’est la cloche de la chapelle“). Noch während der Feier lässt Rodomont seine Frau und ihren vermeintlichen Geliebten Merlin ins Gefängnis werfen.

### Dritter Akt
Bei Mélusine
Das Theater stellt einen prächtigen Garten dar. Rechts ein offenes Gartenhäuschen, in dem Roland auf einem Sofa hinter einem Gazevorhang schläft. Rechts Mélusines Palast mit einer breiten mit Blumengirlanden geschmückten Treppe. Statuen. Baumgruppen.
Szene 1. Die vier Ritter, Mélusine und Fleur-de-Neige genießen die Zeit, während sie auf Rolands Erwachen warten (Chor: „Dévidons, dévidons“ – Solo Mélusine: „Je renonce à mes beaux jours“). Mélusines Mittel war offensichtlich zu stark dosiert, denn er schläft bereits seit zwei Wochen. Ihren Karten zufolge müsste er aber heute aufwachen, und deshalb hat sie in ihrem Schloss ein großes Fest vorbereitet.
Szene 2. Als Gaukler verkleidet treffen Sacripant, Merlin und Totoche ein. Sie sollen die Gäste unterhalten und hoffen auf eine Einladung zum Essen. Totoche trägt ein Lied vor (Complainte Totoche: „Un prince bouillant et colère“). Anschließend will sie auf dem Drahtseil tanzen. Sacripant stellt sich als Dompteur vor. Da er leider vor wenigen Stunden seinen Seehund verloren hat, will er die Lücke mit Dislokations-Übungen füllen. Merlin will abschließend einen schweren Ballon schweben lassen.
Szene 3. Mélusine ruft die Gäste zur Tafel. Primevère bringt ihr die Karte eines Fremden namens „M. Duval“, der eingelassen werden möchte. Die Gäste freuen sich auf das Essen (Walzer mit Chor: „Vite mettons nous à table“).
Szene 4. Bei dem Fremden handelt es sich um niemand anderen als Rodomont selbst. Er ist mit Angélique, Médor, einem Rechtsanwalt und zwei Gendarmen gekommen, um Roland festzunehmen, der Angélique am Tag nach seiner Hochzeit sitzengelassen hat. Rodomont fühlt sich einsam und verlassen: seine Frau ist davongelaufen und sein „wahrer Freund“ Sacripant ist ebenfalls verschwunden. Jetzt hat er nur noch Médor, der am Tag nach der Hochzeit in seine Dienste getreten ist.
Szene 5. Angélique und Médor werden Zeuge von Rolands Erwachen, und Angélique begrüßt ihn freudig als ihren geliebten Ehemann. Natürlich kann er sich nicht an die Hochzeit und die anschließende Liebesnacht erinnern, von der Angélique ihm vorschwärmt. Médor kann es kaum ertragen, dieses Gespräch mitanzuhören. Angélique versucht, Rolands Erinnerungen mit einem Lied wieder wachzurufen, das er ihr in der Hochzeitsnacht vorgesungen hat. Médor, der eigentliche Sänger dieses Lieds, stimmt ein (Romanze Angélique/Médor: „Il est un mot qu’on répète“). Angélique erkennt die Wahrheit, und die beiden ziehen sich zurück.
Szene 6. Jetzt treffen auch Rodomont und Mélusine ein, um Roland zu empfangen. Der läuft jedoch davon, um Angélique zu folgen. Rodomont teilt Mélusine mit, dass Roland und Angélique verheiratet seien. Daraufhin offenbart Mélusine, dass das nicht stimmen könne, denn sie habe ihn bereits vor der Zeremonie entführt.
Szene 7. Rodomont rätselt, wer dann wohl in der Rüstung gesteckt haben könnte. Er hält Sacripant für den Schuldigen, da er am selben Tag verschwunden ist.
Szene 8. Rodomont fordert eine Erklärung von Sacripant. Er wäre sogar bereit, ihm zu vergeben, um einen Skandal zu vermeiden. Als Sacripant jedoch die Details seines Verhältnisses erzählen soll, kommt heraus, dass es sich nicht um Angélique, sondern um Totoche handelt. Rodomont wird wütend. Er würde Sacripant am liebsten gleich mit seinem Schwert durchbohren.
Szene 9. Totoche bemerkt die Gefahr, in der ihr Geliebter steckt, und unterbricht ihren Mann. Sie behauptet, sie sei froh darüber, diesen lästigen Verfolger endlich loszuwerden, der sie schon bis zur Verzweiflung getrieben habe. Sie bittet Rodomont um sein Schwert, um ihn eigenhändig zu töten. Nachdem sie ihren Mann durch diese List entwaffnet hat, gibt sie Sacripant das Schwert und fordert ihn auf, sie von Rodomont zu befreien. So in die Enge getrieben, verspricht Rodomont ihr die Scheidung und eine großzügige Pension.
Szene 10. Die anderen Gäste kommen in den Garten (Schlusschor: „Amis accourons en ces lieux“). Roland gibt die Verfolgung Angéliques auf, und Merlin erklärt ihm, wie sie und Médor, der jetzt wieder Rolands Rüstung trägt, heiraten konnten. Roland findet sich mit Mélusine ab. Alle sind glücklich und zufrieden (Rondo: „Pour notre fille à marier“).

## Gestaltung
Die Operette ist eine Parodie der Artussage und des Rasenden Rolands, deren Charaktere in eine imaginäre Welt voller Anspielungen an ein märchenhaftes Mittelalter versetzt werden. Die weiblichen Figuren Mélusine, Totoche und Angélique verkörpern karikaturistisch die vermeintlich typisch weiblichen Charakterzüge der Liebe, Eifersucht, Gier und Sinnenfreude, während die Männer wie Rodomont, Roland und Merlin ein verweichlichtes Bild der Ritterlichkeit abgeben. Parodistisch ist besonders der Gegensatz zwischen dem Adel und dem berühmten Namen der Figuren und den vulgären Details der Handlung. Der Dialog ist mit Witzen und komischen Situationen gespickt. Die Musik beschrieb Michael Stallknecht in seiner Opernwelt-Rezension als „von sanftem Schmelz und federndem Esprit, gemacht mit dem Willen und der Fähigkeit zu kunstvoller Einfachheit, zum feinen Sentiment der kleinen Melodie auf engem Ambitus, aber auch zur erotisch gurrenden Koloratur.“

### Musiknummern
Der Klavierauszug der Urfassung von 1866 enthält die folgenden Musiknummern:
- Ouvertüre

Erster Akt
- Nr. 1. Chor: „Pour la vente que se prépare“ (Szene 1)
  - Air und Couplets (Mélusine): „Oui je suis l’enchanteresse“ (Szene 1)
- Nr. 2. Chor: „Entendez-vous, c’est la trompette“ (Szene 4)
- Nr. 3. Duett (Médor, Angélique): „Amour quel mot doux et touchant“ (Szene 8)
  - Couplets (Médor): „Isaure était seulette“ (Szene 8)
- Nr. 4. Air (Rodomont): „Mon œil est assez vif“ (Szene 9)
- Nr. 5. Air (Totoche): „Dans ma poitrine palpitante“ (Szene 10)
- Nr. 6. Finale: „Ecoutez il vont venir“ (Szene 12)
  - Rondo (Ritter): „Toujours par voie et par chemin“ (Szene 12)

Zweiter Akt
- 1. Zwischenaktmusik (Klarinettensolo)
- Nr. 7. Terzett (Totoche, Angélique, Sacripant): „Travaillons, travaillons, travaillons“ (Szene 1)
  - Couplets (Familie): „Je dois en essuyant un pleur“ (Szene 1)
- Nr. 8. Couplets (Totoche): „Mon époux est désagréable“ (Szene 3)
- Nr. 9. Chor: „Honneur, honneur au grand vainqueur“ (Szene 6)
- Nr. 10. Musik während der Krönung (Quartett)
- Nr. 11. Chor: „Qu’ils sont coquets, qu’ils sont charmans“ (Szene 7)
  - Couplets (Mélusine): „Rosalinde, la forte brune“ (Szene 7)
- Nr. 12. Finale: „C’est la cloche de la chapelle“ (Szene 11)

Dritter Akt
- 2. Zwischenaktmusik (Flötensolo)
- Nr. 13. Chor (Ritter und Damen): „Dévidons, dévidons“ (Szene 1)
  - Solo (Mélusine): „Je renonce à mes beaux jours“ (Szene 1)
- Nr. 14. Complainte (Totoche): „Un prince bouillant et colère“ (Szene 2)
- Nr. 15. Walzer mit Chor: „Vite mettons nous à table“ (Szene 3)
- Nr. 16. Romanze (Angélique, Médor): „Il est un mot qu’on répète“ (Szene 5)
- Nr. 17. Schlusschor und Wiederholung des Rondos: „Amis accourons en ces lieux“ – „Pour notre fille à marier“ (Szene 10)

## Werkgeschichte

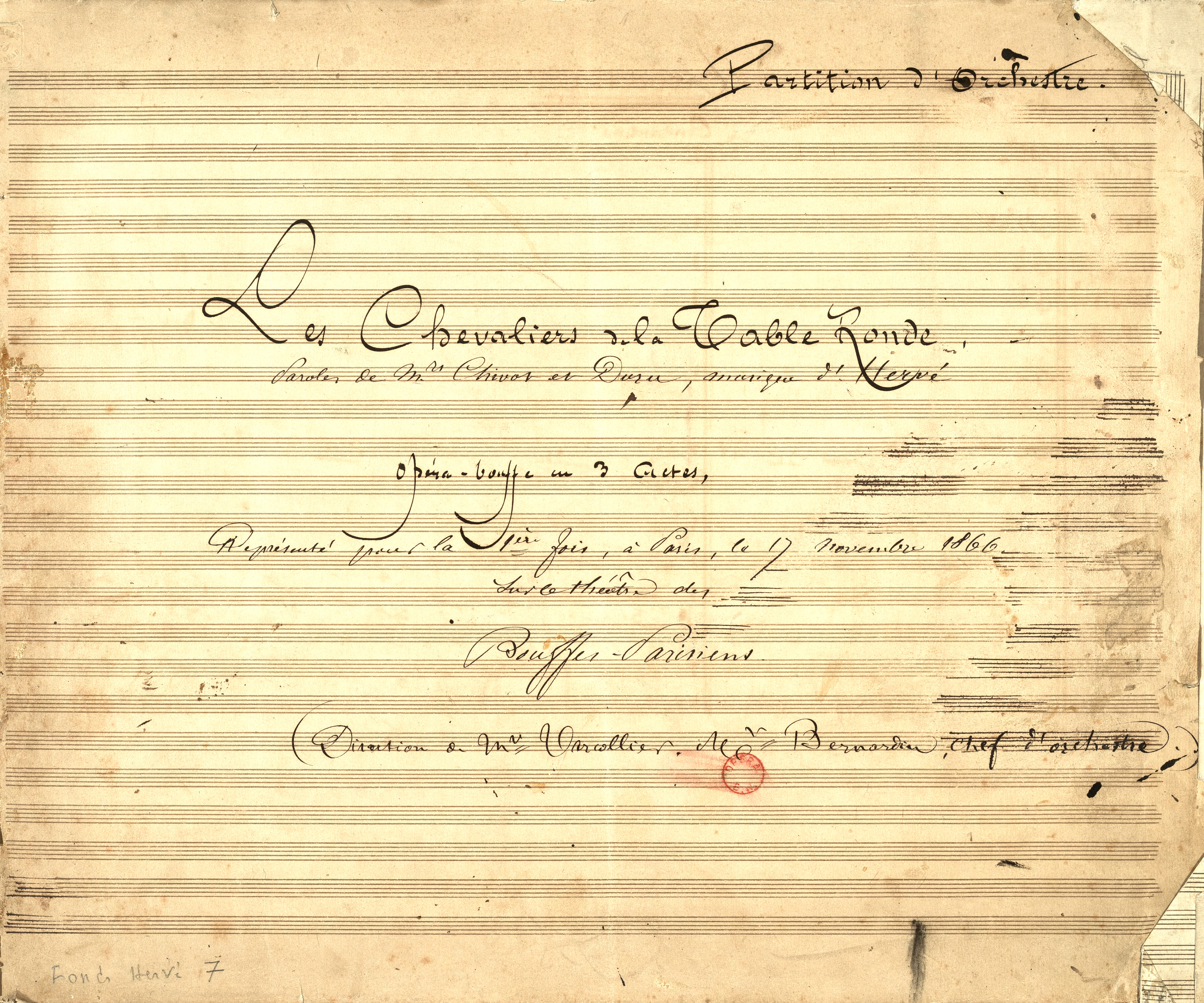
Titelblatt des autografen Partitur-Manuskripts

Quadrille über Themen aus der Oper

Der französische Komponist Hervé hatte in den 1850er Jahren und der ersten Hälfte des folgenden Jahrzehnts eine Reihe von kurzen komischen Opern geschrieben. Diese waren aber inzwischen aus der Mode gekommen, da zu dieser Zeit das Genre der größeren Opéra bouffe, der Pariser Operette, aufgeblüht war. Le chevaliers de la table ronde ist Hervés erstes Werk dieser Gattung. Die Uraufführung fand im Théâtre des Bouffes-Parisiens in Paris statt, dem Theater seines Rivalen Jacques Offenbach, der es kurz zuvor verlassen hatte. Sie war nur mäßig erfolgreich.:11f Der Grund dafür dürfte kaum bei den Ausführenden oder der Musik zu suchen sein. Hervé hatte für seine technisch anspruchsvolle Musik herausragende Künstler zur Verfügung, und zeitgenössische Kritiker priesen viele der Einzelstücke. Ein Problem war allerdings die Konkurrenz durch Ambroise Thomas’ Mignon an der Opéra-Comique, Offenbachs Pariser Leben im Théâtre du Palais-Royal und Carl Maria von Webers Freischütz am Théâtre-Lyrique, die allesamt viel Publikum anzogen.:14 Größeren Erfolg hatte Hervé mit seinen folgenden Operetten L’œil crevé (1867), Chilpéric (1868) und Le petit Faust (1869). Das Libretto stammt von Henri Chivot und Alfred Duru.
Die Darsteller der Uraufführung am 17. November 1866 waren Joseph Kelm (Rodomont), Édouard Nicole „Léonce“ (Sacripant), Charles Desmonts (Merlin), Philippe Jannin (Médor), Delphine Ugalde (Totoche), Mlle Castello (Angélique), Celeste Darcier (Mélusine), Emma Linden (Fleur-de-Neige), Eugène Garnier (Roland), M. Valter (Amadis), M. Paillet (Lancelot), M. Manuel (Renaud), M. Larnis (Ogier), Mlle Villiers (Primevère), Mlle Brunila (Régina), Mlle Charlotte (Casilda) und Mlle Person (Page). Die musikalische Leitung hatte Hervé selbst. Regie führte François Varcollier.
Für eine Neuproduktion im Jahr 1872 überarbeitete Hervé das Werk. Mit Mlle Sallard (Mélusine), M. Milher (Rodomont), Hervés Sohn Emmanuel Ronger (Médor) und Mathilde Lasseny (Totoche) stand erneut eine hervorragende Besetzung zur Verfügung.:17
Eine Fassung für dreizehn Sänger und zwölf Instrumentalisten von Thibault Perrine hatte am 22. November 2015 in der Opéra national de Bordeaux Premiere. Es handelte sich um eine Produktion des Palazzetto Bru Zane in Zusammenarbeit mit dem Ensemble Les Brigands und dem Théâtre de l’Athénée Louis-Jouvet in Paris in Koproduktion mit der Opéra de Reims, dem Centre des bords de Marne in Le Perreux-sur-Marne, dem Kulturzentrum La Coursive in La Rochelle und der Opéra de Limoges. Sie wurde auf einer Tournee in fünfzehn Städten gespielt, darunter auch in Venedig.

## Aufnahmen
- 12. Februar 2016 – Christophe Grapperon (Dirigent), Pierre-André Weitz (Inszenierung, Bühne und Kostüme), Bertrand Killy (Licht), Les Brigands.
 Damien Bigourdan (Rodomont), Antoine Philippot (Sacripant), Arnaud Marzorati (Merlin), Mathias Vidal (Médor), Ingrid Perruche (Totoche), Lara Neumann (Angélique), Chantal Santon-Jeffery (Mélusine), Clémentine Bourgoin (Fleur-de-Neige), Rémy Mathieu (Roland), David Ghilardi (Amadis), Théophile Alexandre (Lancelot), Jérémie Delvert (Renaud), Pierre Lebon (Ogier).
 Video; live aus dem Teatro Malibran in Venedig; Fassung für 13 Sänger und 12 Instrumentalisten von Thibault Perrine.
 Videostream auf Culturebox.[11][12]

## Digitalisate
- Libretto (französisch), Paris 1866. Digitalisat bei Google Books
- Libretto (französisch), Paris 1872. Digitalisat bei Gallica
- Autografes Manuskript der Partitur. Digitalisat bei Gallica
- Manuskript der Direktionspartitur, 1866. Digitalisat bei Gallica
- Klavierauszug, Paris 1866. Digitalisat bei Gallica
- Klavierauszug, Paris 1867. Digitalisat bei Gallica
- Klavierauszug, Paris 1872. Digitalisat bei Gallica